# Germania (jargon)
Pour les articles homonymes, voir Germania.
 (mars 2011).
Germanía (n.f) est le jargon utilisé par les délinquants, prisonniers ou criminels, principalement dans la péninsule ibérique. Le terme vient du catalan germania qui signifie « fraternité » (évoquant les associations professionnelles, les corporations), dérivé de germà (« frère »), du latin germānus (« grand frère »). Le nom évoque la révolte dans la région de Valence (Espagne) qui porte le nom de ces associations professionnelles (germania) révoltées contre la noblesse locale au XIVe siècle. Les insurgés, emprisonnés, développent un jargon qui leur permet de communiquer de façon cryptée. Le jargon serait entré en contact avec des gens de mauvaise vie. Désormais, ce jargon a démontré son utilité et commence à s'imposer parmi les délinquants. Le jargon utilisé par les délinquants d'autres pays se nomme de façon différente ; par exemple, en Argentine on parle du lunfardo.
À l'origine, on ne peut pas considérer la germania comme un jargon, et on ne peut pas admettre que son origine soit uniquement latine car d'autres langues l'ont influencée. Par contre, c'est une langue d'origine latine, mais sa trajectoire est beaucoup plus complexe, pour aboutir de nos jours au caló, la langue caractéristique des Tziganes espagnols.
La première difficulté à surmonter pour s'approcher du terme de manière exacte est de bien délimiter la frontière commune qu'il possède avec le caló. Pour définir la germania, on cite la définition la plus courante : le jargon attribué aux délinquants. Et même si jusqu'au XVIIIe, il s'agissait de langages différents, dès lors leur trajectoire se confond.

## Origine du termegermania
Ceci n'est pas une invention du jargon, puisque la révolte des Germanías à Valence et à Majorque pendant le règne de Charles Quint (1520-1558) est bien connue ; le terme est donc bien lié au mot catalan germà. L'idée de fraternité décrit l'essentiel du terme, c'est pour cela que, de même, se nomme ainsi l'association de truands, malfaiteurs et tous types de délinquants des XVe et XVIe siècles. C'est le même cas que l'argot français qui désignait une association de malfaiteurs, et qui commence à s'utiliser en 1680, par Richelet, pour nommer le langage avec lequel ceux-ci communiquent entre eux, la germania espagnole évoque aussi le groupe social en plus de sa langue propre associée, un langage « qui caractérise ses conditions sociales », comme explique Salillas. En Espagne, on peut fixer l'existence d'un jargon de délinquants avant le XVIe siècle. Si on lit le Romance de Perotudo, avec les publications de Juan Hidalgo au XVIe siècle, on trouve quatre vers qui disent :
Parle nouvelle germania

Pour ne pas être décornée

Déjà l'autre était vieille

Et les villains l'ont entravée
Ceci est une preuve qui montre que le jargon ancien était passé dans le domaine commun et donc ne pouvait plus servir son objectif initial : garder un secret. Rodriguez Marin, dans son édition critique de l'œuvre de Cervantes Rinconete y Cortadillo, croit que vers l'an 1580 la vieille germanía commence à s'affaiblir.
L’arrivée des Tziganes en Espagne a profondément influencé la germanía, l’argot des marges sociales et criminelles. Très tôt, ce peuple s’est mêlé à des groupes de délinquants vivant en marge de la société, entraînant une influence linguistique réciproque. Alors que la germanía des XVIᵉ et XVIIᵉ siècles contenait peu, voire aucun, emprunts tziganes, ceux-ci deviennent progressivement dominants avec le temps. Bien qu’il n’ait jamais existé de société unifiée rassemblant Tziganes et malfaiteurs, leur langage commun témoigne d’une forme de convergence sociale. On peut ainsi affirmer que cette germanía, influencée par le lexique tzigane, n’est plus désignée sous ce nom, mais plutôt sous celui de caló. Voici quelques exemples de termes issus de ce lexique hybride : birlesca (« rassemblement de malfaiteurs »), garfiñar (« voler »), erdicha (« pauvreté »), etc.

## Sources d'information
C'est le livre Romancero de Germanias, publié par Sebastian Cormellas en 1609 à Barcelone, et compilé par Juan Hidalgo, qui contient tous les mots recueillis par cet auteur pour « aider la Justice ». C'est le vocabulaire d'Hidalgo, qui a eu une grande diffusion à son époque, la source d'information la plus intéressante pour l'étude des mots de la germania; on en a fait plusieurs éditions tout au long du XVIIe siècle. C'est déjà au XVIIIe siècle, en 1737, quand Gregorio Mayans l'a inclus dans son œuvre Les Origines de la Langue Espagnole. C'est un auteur antérieur à l'œuvre d'Hidalgo, Cristobal de Chaves, un avoué à Séville, qui a publié le livre Relation de la Prison de Séville dans lequel l'auteur raconte tout ce qui lui arrive à la prison de Séville et c'est là où on peut déjà voir l'utilisation du mot cachot pour désigner la prison, un nom qui reste encore aujourd'hui dans le jargon des criminels. Mais c'est surtout dans la littérature du Siècle d'or espagnol où on trouve beaucoup de termes de la germania. Ce sont les écrivains Cervantes, Mateo Aleman ou Quevedo qui emploient ces mots et offrent une bonne raison pour faire apparaître tous ces mots dans le Dictionnaire de l'Académie Espagnole de la Langue ; tout ça malgré les pudeurs de certains philosophes, comme Mac Hale, qui pensent qu'on doit les omettre complètement.

## Caractère linguistique
La germania, comme tous les jargons, est une langue parasitaire de la langue commune dont elle est issue et dans laquelle elle se développe ; c’est pour cela qu'il est difficile de répondre de façon affirmative à la question de George Borrow, l’auteur de Le Gentleman Tzigane, qui s'interroge sur l’existence ou non d’une origine commune à tous les langages des coquins. Mais il faut avertir, toutefois, que bien qu’il n’y ait aucun jargon international, il y a des échanges de termes entre eux ; la germania espagnole prête, ainsi, des mots propres à l’argot français (C’est le cas, par exemple, des mots cabèche et caboche, employés, les deux, avec le sens familier de Grosse tête ou têtu). Selon Rodriguez Marin, la germania nouvelle, celle qui remplace la germania du XVIe siècle, s’est formée avec des mots castillans au sens figuré et avec d’autres mots perdus dans la langue commune ; concrètement Rodriguez Marin désigne, entre autres, les mots des louchebem ou bouchers qu'on peut trouver dans le Dictionnaire de Besses.
On peut se demander si la germanía, ou le jargon actuel des Tziganes connu sous le nom de caló, est plus ou moins proche des jargons techniques ou des argots cryptiques. Les premiers, les jargons techniques, naissent de la nécessité de désigner avec précision chaque concept, soit parce que celui-ci est inconnu dans la langue commune, soit parce qu’il revêt un sens spécifique dans un groupe professionnel donné, différent de celui qu’il a dans la langue générale. Dans ce cas, si la langue commune ne dispose que d’un seul terme, le jargon technique tend à en créer de nouveaux.
En revanche, l’argot cryptique ne se limite pas aux termes techniques : il remplace les mots courants par des expressions secrètes qui désignent la même chose. On en trouve des exemples dans l’espagnol familier, comme tener miedo (avoir peur), qui peut devenir tener canguelo, une expression obscure pour un locuteur étranger n’ayant pas de contact direct avec l’espagnol. Le même raisonnement, à un autre niveau, peut s’appliquer pour expliquer le fonctionnement des argots cryptiques.
On peut dire que la germanía relève des deux systèmes. En tant que langue propre à un groupe professionnel, elle permet de distinguer des opérations que la langue commune désigne par un seul terme. C’est le cas du mot voleur, qui peut avoir différentes appellations en fonction de sa spécialité ou de sa manière d’agir : ainsi, alcatifero (celui qui vole dans les magasins de soierie), chinador (celui qui coupe les vêtements pour voler les portefeuilles), percador (celui qui utilise un rossignol pour forcer les serrures) ou encore gomarrero (celui qui vole des poules).En français, on trouve également des cas similaires avec le mot voleur : le valtreusier, voleur de valises ou de malles ; le vantenier, qui entre dans les maisons par les fenêtres laissées ouvertes ; le riffaudeur, qui brûle les pieds des gens pour leur faire révéler l’emplacement de leur argent ; ou encore le roulotage, qui désigne le vol dans les maisons de roulage.
Dans la formation des mots en jargon, la germanía utilise également des procédés de transformation phonétique pour renforcer son caractère cryptique. C’est le cas de lepar pour pelar (dépouiller quelqu’un), comparable au français bricard pour brigadier. On observe aussi l’usage d’emprunts, comme l’italien griddo, passé en espagnol (grito), ou l’expression française s’aller, traduite par filer (irse en espagnol). Mais ce sont surtout les expressions métaphoriques qui dominent. Par exemple, « l’avoué comme remède » désigne l’avocat, « l’avocat comme abri » devient « beau-père », et la « belle-mère » symbolise la prison — mais aussi l’angoisse, la peur ou encore le travail. Ce sont des métaphores si transparentes dans le groupe qu’il n’est même pas nécessaire de les expliquer. La germanía est donc un mode de communication non seulement propre à un groupe social déterminé, mais aussi volontairement opaque pour les groupes extérieurs. On peut ainsi affirmer qu’il s’agit d’un jargon à la fois technique et cryptique.